# Lorena Nogal
Lorena Nogal (Barcelona, 1984) es una bailarina, coreógrafa y directora artística española, ganadora del Premio Nacional de Danza 2024 en la categoría de interpretación.

## Trayectoria
Nació en Barcelona en 1984. En 2005, se graduó como bailarina en el Instituto del Teatro de Barcelona. También se formó en la compañía IT Dansa. En su trayectoria, ha buscado nuevos lenguajes escénicos con un enfoque multidisciplinar que explora los límites del movimiento humano, a la vez que integra elementos de teatro y las artes visuales.
Desde más de 15 años ha trabajado junto a Marcos Morau en el equipo artístico de La Veronal. También ha trabajado en compañías como la Gelabert-Azzopardi y la Lanònima Imperial. En 2018, fundó el proyecto HOTEL Colectivo Escénico, trabajando junto a Marie Gyselbrecht, Quim Bigas o Lisi Estaràs, entre otros.
Entre sus creaciones como coreógrafa se encuentran El elogio de la fisura, mostrado en festivales como el Sismògraf, Temporada Alta y Dansa Metropolitana, Sonoma, Pasionaria, Opening Night o Alegorías, el límite y sus mapas, esta última una colaboración con la bailaora Paula Comitre, que se presentó en 2022 en el Teatro Nacional de Chaîllot de París.
También se ha dedicado a la docencia, impartiendo cursos relacionados con el método KOVA, un lenguaje de movimiento que desarrolló junto a La Veronal.

## Reconocimientos
En 2016, fue reconocida en los Premios de la Crítica de Cataluña como mejor intérprete femenina. En 2024, el Ministerio de Cultura y Deporte la nombró Premio Nacional de Danza en la modalidad de Interpretación, un galardón dotado con 30.000 euros, siendo premiada Luz Arcas en la categoría de Creación. Ese mismo año, Nogal fue reconocida como mejor intérprete femenina en los Premios Talía de las Artes Escénicas.